# Lliga mexicana de futbol

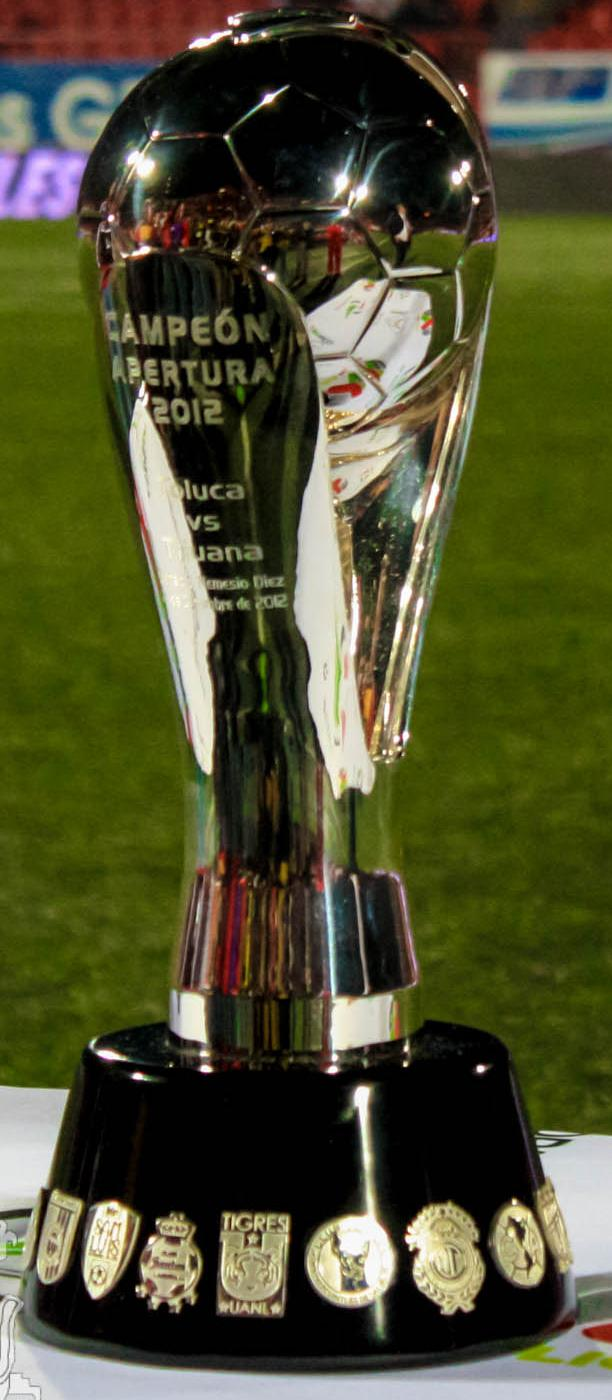
Trofeu atorgat al campió de la lliga mexicana.

La lliga mexicana de futbol, la màxima categoria de la qual s'anomena Liga Bancomer MX per motius comercials, és la màxima competició mexicana de futbol. És organitzada per la "Federación Mexicana de Fútbol Asociación" (F.M.F.).

## Competició
La lliga es creà el 1943 amb el nom de Liga Mayor i l'any 2008 tingué 18 clubs dividits en tres grups. Cada temporada es disputen dos campionats, el d'Obertura (hivern) i el de Clausura (estiu). És l'única competició de la CONMEBOL que, pel seu potencial, se li permet aportar clubs per a la Copa Libertadores. Al final de cada campionat, un equip baixa a la segona categoria (Liga de Ascenso) i un ascendeix. Actualment l'equip que perd la categoria es determina per un sistema de ràtio de punts durant els tres darrers anys (6 campionats).

## Història

### Era amateur
Amb anterioritat a la Liga Mayor no existí cap campionat nacional al país i en el seu lloc es disputaven diversos campionats regionals. Els campions de la Primera Fuerza, el campionat dels clubs al voltant del Districte Federal de Mèxic, foren considerats campions nacional, en ser la lliga regional més forta. Altres lligues regionals foren la Liga Veracruzana, Liga Occidental i la Liga del Bajío.

### Era professional
Amb l'arribada de la professionalització i la necessitat de crear una lliga més forta, el 1943 nasqué el campionat nacional.
Quan la F.M.F. anuncià la creació del nou campionat, molts clubs demanaren ser inclosos a la nova lliga. La F.M.F. anuncià que serien deu clubs, sis de la Primera Fuerza de Mèxic ciutat, dos de la Liga Occidental i dos de la Liga Veracruzana. Aquests foren:
Primera Fuerza: América, Astúrias, Atlante, Real España, Marte i Moctezuma
Liga Occidental: Atlas i Guadalajara
Liga Veracruzana: AD Orizabeño i Veracruz
Els següents dos anys s'augmentà la lliga en 6 equips: Oro, León i Puebla el 1944-45 i Monterrey, Tampico i San Sebastian el 1945-46. L'any 1950, es canvià el nom de Liga Mayor a Primera División i es creà la Segunda División. Als anys 50 i 60 molts petits clubs de la lliga van patir problemes econòmics. Els campions mexicans tampoc tenien l'oportunitat de participar en cap gran competició internacional.
L'any 1970, Mèxic fou seu de la Copa del Món de Futbol 1970, la primera televisada a gran escala. Fins aquell any el campionat es decidí en format de lliga tradicional tots contra tots. A partir del 1970 la federació canvià el sistema amb intenció de regenerar la competició, creant una fase de grups i una fase final anomenada (Liguilla).
L'any 1996 es decidí partir la lliga en dos campionats, a imitació de la majoria de competicions americanes, anomenades originàriament invierno (hivern) i verano (estiu), i avui dia, obertura (obertura, d'agost a desembre) i clausura (de gener a maig).

## Historial
Font:

### Sistema de Lliga (1943-1970)
- 1943-44:  Asturias (1)
- 1944-45:  España (1)
- 1945-46:  Veracruz (1)
- 1946-47:  Atlante (1)
- 1947-48:  León (1)
- 1948-49:  León (2)
- 1949-50:  Veracruz (2)
- 1950-51:  Atlas (1)
- 1951-52:  León (3)
- 1952-53:  Tampico (1)
- 1953-54:  Marte (1)
- 1954-55:  Zacatepec (1)
- 1955-56:  León (4)
- 1956-57:  Guadalajara (1)
- 1957-58:  Zacatepec (2)
- 1958-59:  Guadalajara (2)
- 1959-60:  Guadalajara (3)
- 1960-61:  Guadalajara (4)
- 1961-62:  Guadalajara (5)
- 1962-63:  Oro (1)
- 1963-64:  Guadalajara (6)
- 1964-65:  Guadalajara (7)
- 1965-66:  América (1)
- 1966-67:  Toluca (1)
- 1967-68:  Toluca (2)
- 1968-69:  Cruz Azul (1)
- 1969-70:  Guadalajara (8)
- México '70:  Cruz Azul (2)[a]

### Liguilla (1970-1996)
- 1970-71:  América (2)
- 1971-72:  Cruz Azul (3)
- 1972-73:  Cruz Azul (4)
- 1973-74:  Cruz Azul (5)
- 1974-75:  Toluca (3)
- 1975-76:  América (3)
- 1976-77:  Pumas UNAM (1)
- 1977-78:  Tigres UANL (1)
- 1978-79:  Cruz Azul (6)
- 1979-80:  Cruz Azul (7)
- 1980-81:  Pumas UNAM (2)
- 1981-82:  Tigres UANL (2)
- 1982-83:  Puebla (1)
- 1983-84:  América (4)
- 1984-85:  América (5)
- PRODE '85:  América (6)[b]
- México '86:  Monterrey (1)[c]
- 1986-87:  Guadalajara (9)
- 1987-88:  América (7)
- 1988-89:  América (8)
- 1989-90:  Puebla (2)
- 1990-91:  Pumas UNAM (3)
- 1991-92:  León (5)
- 1992-93:  Atlante (2)
- 1993-94:  Tecos UAG (1)
- 1994-95:  Necaxa (1)
- 1995-96:  Necaxa (2)

### Tornejos curts (1996-avui)
- Hivern 1996:  Santos (1)
- Estiu 1997:  Guadalajara (10)
- Hivern 1997:  Cruz Azul (8)
- Estiu 1998:  Toluca (4)
- Hivern 1998:  Necaxa (3)
- Estiu 1999:  Toluca (5)
- Hivern 1999:  CF Pachuca (1)
- Estiu 2000:  Toluca (6)
- Hivern 2000:  Morelia (1)
- Estiu 2001:  Santos (2)
- Hivern 2001:  CF Pachuca (2)
- Estiu 2002:  América (9)
- Obertura 2002:  Toluca (7)
- Clausura 2003:  Monterrey (2)
- Obertura 2003:  CF Pachuca (3)
- Clausura 2004:  Pumas UNAM (4)
- Obertura 2004:  Pumas UNAM (5)
- Clausura 2005:  America (10)
- Obertura 2005:  Toluca (8)
- Clausura 2006:  CF Pachuca (4)
- Obertura 2006:  Guadalajara (11)
- Clausura 2007:  CF Pachuca (5)
- Obertura 2007:  Atlante (3)
- Clausura 2008:  Santos (3)
- Obertura 2008:  Toluca (9)
- Clausura 2009:  Pumas UNAM (6)
- Obertura 2009:  Monterrey (3)
- Clausura 2010:  Toluca (10)
- Obertura 2010:  Monterrey (4)
- Clausura 2011:  Pumas UNAM (7)
- Obertura 2011:  Tigres UANL (3)
- Clausura 2012:  Santos (4)
- Obertura 2012:  Tijuana (1)
- Clausura 2013:  America (11)
- Obertura 2013:  León (6)
- Clausura 2014:  León (7)
- Obertura 2014:  America (12)
- Clausura 2015:  Santos (5)
- Obertura 2015:  Tigres UANL (4)
- Clausura 2016:  CF Pachuca (6)
- Obertura 2016:  Tigres UANL (5)
- Clausura 2017:  Guadalajara (12)
- Obertura 2017:  Tigres UANL (6)
- Clausura 2018:  Santos (6)
- Obertura 2018:  America (13)
- Clausura 2019:  Tigres UANL (7)
- Obertura 2019:  Monterrey (5)
- Clausura 2020: Cancel·lat[d]
- Guard1anes 2020:  León (8)
- Guard1anes 2021:  Cruz Azul (9)
- Obertura 2021:  Atlas (2)
- Clausura 2022:  Atlas (3)
- Obertura 2022:  CF Pachuca (7)
- Clausura 2023:  Tigres UANL (8)